# Rapunzel - La serie
Rapunzel - La serie (Tangled: The Series), rinominata dalla seconda stagione Le avventure di Rapunzel (Rapunzel's Tangled Adventure) e conosciuta anche con il titolo Rapunzel - Storie e segreti, è una serie animata statunitense creata da Chris Sonnenburg e Shane Prigmore e prodotta da Disney Television Animation. È stata anticipata dal film TV Rapunzel - Prima del sì per poi essere trasmessa negli Stati Uniti su Disney Channel dal 24 marzo 2017 al 1º marzo 2020, ed è basata sul film del 2010 Rapunzel - L'intreccio della torre.
In Italia è andata in onda a partire dal 17 ottobre 2017 su Disney Channel, e in chiaro su Rai Yoyo dal 18 maggio 2018 e su Rai Gulp dal 4 marzo 2019.

## Trama
Sei mesi dopo aver sconfitto Madre Gothel ed essersi ricongiunta con i suoi genitori biologici, il re Frederic e la regina Arianna del regno di Corona, la giovane Rapunzel si deve adattare alla sua nuova vita da principessa. Accompagnata ancora una volta da Eugene Fitzherbert, suo fidanzato ed ex ladro, il camaleonte Pascal, il cavallo Maximus e la sua nuova amica nonché ancella Cassandra, dovrà scoprire quali misteri si celano dietro al ritorno dei suoi capelli lunghi e biondi.
Nella seconda stagione Rapunzel, Eugene, Cassandra, Pascal e Maximus accompagnati da Lance, vecchio amico di Eugene, Piede a Uncino e Piccoletto si avventureranno oltre le mura del regno di Corona per raggiungere il Regno Oscuro e risolvere il segreto delle rocce nere e del legame tra esse e i capelli di Rapunzel. Durante il viaggio il gruppo farà la conoscenza di Adira, una misteriosa guerriera che brandisce una spada in grado di annientare le rocce nere e che li aiuterà a raggiungere la meta desiderata.

## Episodi
- La stagione 1 in Italia è composta da 23 episodi, l'ep. 16 e 22 sono divisi in 2 parti.
- La stagione 2 in Italia è composta da 24 episodi, l'ep. 1, 15 e 23 sono divisi in 2 parti.
- La stagione 3 in Italia è composta da 21 episodi, l'ep. 1 e 13 sono divisi in 2 parti e l'ep 19 è diviso in 3 parti.

| Stagione         | Episodi | Prima TV USA | Distribuzione Italia |
| ---------------- | ------- | ------------ | -------------------- |
| Prima stagione   | 23      | 2017-2018    | 2017-2018            |
| Seconda stagione | 24      | 2018-2019    | 2019                 |
| Terza stagione   | 21      | 2019-2020    | 2020                 |

### Episodi speciali

#### Regina per un giorno
È il primo episodio speciale di un'ora andato in onda negli Stati Uniti su Disney Channel il 19 novembre 2017 e in Italia il 22 dicembre.

#### Il segreto della goccia di sole
È il secondo episodio speciale di un'ora ed è l'episodio finale della prima stagione. L'episodio è andato in onda negli Stati Uniti su Disney Channel il 13 gennaio 2018 e in Italia il 15 luglio.

#### Oltre le mura di Corona
È il terzo episodio speciale di un'ora ed è il primo episodio della seconda stagione. L'episodio è andato in onda negli Stati Uniti su Disney Channel il 24 giugno 2018 e in Italia il 2 febbraio 2019.

#### Rapunzel e il grande albero
È il quarto episodio speciale di un'ora ed è andato in onda negli Stati Uniti su Disney Channel il 17 marzo 2019 e in Italia il 24 e 25 agosto.

#### Scontro di destini
È il quinto episodio speciale di un'ora ed è l'episodio finale della seconda stagione. L'episodio è andato in onda negli Stati Uniti il 14 aprile 2019 e in Italia il 31 agosto e 1 settembre.

## Personaggi

### Personaggi principali
- Rapunzel: è la principessa di Corona. In questa serie si ritrova a dover avere a che fare di nuovo con i suoi capelli che sono inspiegabilmente ritornati lunghi e biondi e vivrà mille avventure con i suoi amici nel suo percorso per diventare regina. Inoltre dovrà anche risolvere il mistero legato ai suoi capelli che hanno anche cambiato potere. In originale è doppiata da Mandy Moore e Ivy George da bambina e in italiano da Federica De Bortoli e Lucrezia Roma da bambina. Per il canto da Ilaria De Rosa, che esegue anche la sigla.
- Eugene Fitzherbert: conosciuto anche con il nome di Flynn Rider era stato in passato il ladro ricercato perseguitato dalle guardie, ma ora è diventato un alleato e fidanzato di Rapunzel. È sempre in disaccordo con Cassandra. Alla fine della seconda stagione si scoprirà, essere il figlio del re del Regno Oscuro. In originale è doppiato da Zachary Levi e da Sean Giambrone da adolescente e in italiano da Nanni Baldini e da Alex Polidori da adolescente.
- Zhan Tiri: antagonista principale della serie. È un'antica strega demoniaca, dotata del potere di cambiare forma. In passato lei e l'alchimista Lord Demanitus cercarono insieme la Goccia di Sole e la Pietra di Luna. Tale ricerca del potere la corruppe costringendo Demanitus a sigillarla in una dimensione parallela, da cui però il suo spirito riuscì a corrompere i tre discepoli dell'alchimista (Sugaracha, Tromus e una terza che il creatore della serie Chris Sonnenburg ha confermato essere Gothel[1]) e a portarli dalla sua parte. Nel corso della serie appare per lo più in forma di una bambina fantasma. Doppiata in originale da Jennifer Veal (forma di bambina) e Tara Fitzgerald (come demone nell'ultimo episodio[2]), mentre in italiano da Veronica Cuscusa.
- Varian: è un giovane alchimista. È il primo a scoprire le ragioni del ritorno dei capelli biondi di Rapunzel e delle sue nuove proprietà magiche. Diventerà tuttavia l'antagonista principale della prima stagione per via di una promessa che Rapunzel gli aveva fatto e che secondo lui non aveva mantenuto. Nella terza stagione tornerà dalla parte di Rapunzel e cercherà di riportare Cassandra (diventata cattiva) alla ragione. In originale è doppiato da Jeremy Jordan e in italiano da Luca Mannocci.
- Cassandra: è la migliore amica e ancella di Rapunzel e figlia adottiva del capitano delle guardie. Al pari di Eugene, anche lei è sempre in forte disaccordo con il noto ladro. Finirà poi per tradire l'amica passando dalla parte del male e cambiando il suo aspetto, salvo poi tornare dalla parte del bene dopo aver scoperto di essere stata ingannata da Zhan Tiri. Nel corso della serie si scoprirà essere la figlia biologica di Gothel, da lei abbandonata la notte in cui rapì Rapunzel. In originale è doppiata da Eden Espinosa da Cassie Glow e Hudson D'Andrea, in italiano da Stella Musy e Chiara Fabiano da bambina.
- Adira: è una misteriosa e fiera guerriera che fa da guida a Rapunzel e i suoi amici. Un tempo era parte della confraternita a difesa del regno oscuro, partita per cercare la goccia di sole in grado di neutralizzare il potere della pietra di luna. In originale è doppiata da Kelly Hu e in italiano da Claudia Razzi.
- Regina Arianna: è la regina del regno di Corona e madre di Rapunzel. Al contrario del marito lei sembra capire e comprendere di più il desiderio di libertà della figlia. In originale è doppiata da Julie Bowen e in italiano da Giò Giò Rapattoni.
- Re Frederic: è il re del regno di Corona e l'iperprotettivo padre di Rapunzel. Da quando sua figlia Rapunzel è stata rapita da Gothel nel cuore della notte, il re ha iniziato ad odiare ogni singola cosa che riguardi la magia. In originale è doppiato da Clancy Brown e in italiano da Alessandro Rossi.
- Re Edmond: padre biologico di Eugene e sovrano del regno oscuro.

### Personaggi secondari
- Pascal: è il fedele amico camaleonte di Rapunzel. è doppiato da Dee Bradley Baker.
- Fidella: È il cavallo di Cassandra, sembra che Maximus abbia una cotta per lei è doppiata da Dee Bradley Baker.
- Maximus: originalmente è stato il cavallo reale del capitano delle guardie, adesso è amico d'avventura di Rapunzel e Eugene. È doppiato da Dee Bradley Baker.
- Capitano delle guardie: è il noto capo delle guardie del regno di Corona e padre adottivo di Cassandra. In originale è doppiato da M. C. Gainey e in italiano da Gerolamo Alchieri.
- Pete: è uno dei membri delle guardie reali e migliore amico di Stan. In originale è doppiato da Sean Hayes e in italiano da Dimitri Winter.
- Stan: è uno dei membri delle guardie reali e migliore amico di Pete. In originale è doppiato da Diedrich Bader e in italiano da Mauro Magliozzi.
- Piede Uncino, Nasone, Piccoletto, Vladimir, Attila, Mano Uncino: sono gli amici di Rapunzel e Eugene, conosciuti nel film alla taverna "Il Bell'Anatroccolo". In originale sono doppiati rispettivamente da Jeff Ross, Jeffrey Tambor, Paul F. Tompkins, Charles Halford, Steve Blum e Brad Garrett. e in italiano da Mauro Magliozzi, Carlo Scipioni, Vladimiro Conti, Alessandro Messina, Nicola Braile e Alessandro Ballico.
- Zio Monty: è un vecchio negoziante del regno di Corona e ha dei problemi personali con Rapunzel. In originale è doppiato da Richard Kind e in italiano da Luca Dal Fabbro.
- Kiera e Catalina: meglio conosciute come Arabbiata e Rossa, sono una coppia di ex ladre che dopo aver saccheggiato il regno di Corona, vengono rimesse sulla giusta strada da Eugene. Sono doppiate in originale, rispettivamente, da Vivian Vencer e Ruby Jay.
- Nigel: è il consulente di re Frederic. In originale è doppiato da Peter MacNicol e in italiano da Fabrizio Picconi.
- Zia Willow: zia giramondo di Rapunzel e sorella della Regina Ariana, caratterialmente molto simile alla nipote. Il suo nome completo è Wihillmina. Doppiata in originale da Jane Krakowski e in italiano da Gemma Donati.
- Xavier: è un fabbro. In originale è doppiato da Adewale Akinnuoye-Agbaje e in italiano da Gaetano Lizzio.
- Lance Strongbow: è un vecchio compagno e amico fidato di Eugene da quando era un ladro, da prima che quest'ultimo incontrasse Rapunzel. È l'unico, oltre a lei a conoscere il suo vero nome. In originale è doppiato da James Monroe Iglehart e in italiano da Dario Oppido e da adolescente da Matteo Liofredi.
- Quirin: è il padre di Varian. Si scoprirà che in passato era un membro della confraternita a difesa del regno oscuro insieme ad Adira. In originale è doppiato da Jonathan Banks e in italiano da Mauro Magliozzi e Pierluigi Astore.

### Altri personaggi
- Madre Gothel: la defunta antagonista del film Rapunzel - L'intreccio della Torre, è una strega che rapì Rapunzel per sfruttare i poteri della Goccia di Sole nei suoi capelli con l'intenzione di restare giovane. Secondo quando rivelato dall'autore della serie Chris Sonnenburg, in origine era una degli apprendisti di Lord Demanitus che furono poi corrotti da Zhan Tiri[1]. Appare inizialmente nell'episodio Ma che capelli?! all'interno di un incubo della protagonista e poi in un'illusione creata da Trompus. Nel corso della terza stagione viene rivelata essere la madre biologica di Cassandra, pur avendola abbandonata la notte del rapimento della principessa, in quanto interessata solo a se stessa e al suo aspetto fisico. In originale è doppiata da Donna Murphy e in italiano da Roberta Paladini.
- I fratelli Stabbington: sono gli ex compagni di Eugene, prima che lui li tradisse. Erano stati in combutta con Gothel per far sì che Rapunzel tornasse nella torre, ma vengono sconfitti da Cassandra. Vengono in seguito arrestati dal capitano delle guardie per tradimento e condannati a morte dal tribunale reale per i crimini commessi insieme a Gothel. In originale sono doppiati da Ron Perlman e in italiano da Roberto Draghetti.
- Andrew: è stato il primo ragazzo di Cassandra, ma tenta di indebolire il regno di Corona e sostituirlo con una tirannide ma viene sconfitto ed esiliato da quest'ultima con l'aiuto di Rapunzel ed Eugene. In originale è doppiato da Dean Winters e in italiano da Francesco Pezzulli.
- Lady Caine: è l'antagonista principale del film Rapunzel - Prima del sì, nonché la nemica dell'episodio Il nemico di Max; in passato, faceva parte delle Guardie Reali, ma venne licenziata. In originale è doppiata da Laura Benanti e in italiano da Laura Lenghi.
- Re Trevor: è il tirannico e sleale re del regno di Equis, colpevole per aver giocato un tiro mancino al Re Frederick. è doppiato in originale da Bradley Whitford e in italiano da Alberto Bognanni.
- Dwayne: è il ladro più ricercato del regno ed è un ex servitore di Lady Caine. Appare in alcuni episodi ed in originale è doppiato da Dee Bradley Baker e in italiano da Gabriele Palumbo.

## Sigla
La sigla iniziale si intitola: Il vento tra i capelli, adattamento italiano della canzone Wind in My Hair, ed è cantata da Ilaria De Rosa.

## Rapunzel - Prima del sì
La serie è stata anticipata dal film animato in 2D Diretto da Tom Caulfield e Stephen Sandoval Rapunzel - Prima del sì,  presentato in anteprima su Disney Channel come film originale di Disney Channel il 3 giugno 2015 durante la prima TV originale di The Swap e in Italia mostrato in anteprima il 16 luglio 2017 al Giffoni Film Festival e successivamente sulla versione italiana di Disney Channel
In quanto antefatto della serie animata, il film introduce i personaggi di Cassandra, di re Frederic, della regina Arianna e di Lady Kaine, oltre a mostrare come i capelli della protagonista abbiano riacquistato i loro poteri.

## I corti di Rapunzel
Dalla serie ne sono stati tratti anche dei corti animati trasmessi negli Stati Uniti dal 5 maggio 2017 sul canale pay Disney Channel. Dei corti, dal titolo Tangled: Short Cuts, solo 4 ne sono stati trasmessi e, successivamente, inseriti nel DVD Tangled: Before Ever After (Rapunzel - Prima del sì) rilasciato negli Stati Uniti dall'11 aprile 2017. Dal 25 giugno al 23 agosto 2018 sono andati in onda altri 5 corti.
In Italia i primi 4 corti sono stati trasmessi su Disney Channel il 21 e 22 ottobre 2017 e dal 14 al 17 maggio 2018 su Rai Yoyo, prima di Elena di Avalor e dopo La casa di Topolino.
| nº | Titolo originale | Titolo italiano            | Prima TV USA   | Prima TV Italia                               |
| -- | ---------------- | -------------------------- | -------------- | --------------------------------------------- |
| 1  | Check Mate       | Scacco matto               | 5 maggio 2017  | 21 ottobre 2017                               |
| 2  | Prison Bake      | Dolce evasione             | 12 maggio 2017 | 22 ottobre 2017                               |
| 3  | Make Me Smile    | Fammi un sorriso           | 19 maggio 2017 | 18 ottobre 2017 (online) 21 ottobre 2017 (TV) |
| 4  | Hare Peace       | Pace interiore             | 26 maggio 2017 | 22 ottobre 2017                               |
| 5  | Night Bite       | Max e la zanzara           | 25 giugno 2018 | inedito                                       |
| 6  | Hiccup Fever     | Singhiozzo a più non posso | 7 luglio 2018  | inedito                                       |
| 7  | Snowball         | Palla di neve              | 4 agosto 2018  | inedito                                       |
| 8  | Hairdon't        | Taglio per sbaglio         | 20 agosto 2018 | inedito                                       |
| 9  | Unicorny         | L'unicorno scomparso       | 23 agosto 2018 | inedito                                       |

## Marketing
Fin dal suo debutto in Italia sono disponibili in tutti i Disney Store del paese i peluche, gli abiti per bambini e altri accessori dedicati alla serie.
Dal 21 marzo 2018 sono disponibili due DVD con gli episodi speciali Prima del sì e Regina per un giorno.